# Centella macroda
Centella macroda är en flockblommig växtart som först beskrevs av Spreng., och fick sitt nu gällande namn av Brian Laurence Burtt. Centella macroda ingår i släktet centellor, och familjen flockblommiga växter. Inga underarter finns listade i Catalogue of Life.